# Taxidermia
A Taxidermia egy 2006-ban bemutatott osztrák-francia közreműködéssel készült magyar filmdráma, Pálfi György második egész estés rendezése. Szürreális családtörténet, mely a tisztiszolga nagyapa, az evőbajnok apa és az állatpreparátor fiú életének jellegzetes pillanatait mutatja be. A film Parti Nagy Lajos A hullámzó Balaton és A fagyott kutya lába című novellái alapján készült, valamint a film harmadik szegmenséhez a szerző Hősöm tere című regényéből is felhasználtak néhány elemet. A 37. Magyar Filmszemle fődíját és látványtervezői díját nyerte, valamint színészei, Czene Csaba és az amatőr Stanczel Adél kapták a legjobb férfi és női mellékszereplő díját. A film zenéjét Amon Tobin szerezte.

## Tartalom

### Kerettörténet
A film egy exkluzív műtárlaton kezdődik, ahol bemutatják a Balatony-család életét, és ezzel a bemutatóval is ér véget. A bemutatón a főhelyen az öreg Kálmán kitömött teste van és Lajoska testszobra. A többi kiállított tárgy kitömött állatokból áll, amelyek testét hétköznapi tárgyakká alakították, például láthatunk egy csocsóasztalt, ahol a focistabábuk helyét hörcsög- és mókustestek foglalják el. A tárlat házigazdája úgy került kapcsolatba Balatonyékkal, hogy egy korai stádiumban elhajtott emberi magzatból készíttet vele kulcstartót. Lajoska ezt a munkáját a műhely asztalán hagyja, mielőtt végez magával, így talál rá a megrendelő.

### A tisztiszolga
Morosgoványi Vendel egy határ mellé vezényelt hadnagy tisztiszolgája. Nappal a ház körüli munkákat végzi, éjjel pedig egy fa sufniban alszik, a fűtésre egyetlen gyertyát kap a hadnagytól. A gyertya lángjával simogatja a testét, hogy átmelegedjen. Egy  fateknőben alszik, amit egyébként a család számos más célra is használ, például abban terítik ki a halott dédapát, a család tagjai abban fürdenek, és disznóvágáskor a besózott hús is ebben a teknőben áll. Morosgoványi megalázott és kiszolgáltatott életének minden pillanatát átszövi túlfűtött szexuális vágya. Fantáziáiba beépíti a hadnagy kövér feleségét, két kamasz lányát, és egy mesekönyv szereplőjét, a kis gyufaárus lányt is. Egy disznóvágás után a hússal teli teknő a tisztiszolga kuckójában pihen. A hadnagyné éjjel meglátogatja Morosgoványit, és a teknőben közösülnek, de reggelre, amikor a hadnagy ébreszti, a fateknőben már csak széttúrt disznóhús van, ezért a hadnagy szétlövi Morosgoványi fejét.

### Az evőbajnok
A hadnagynak fia születik kis testi hibával: apró disznófarok kunkorodik a fiú fenekén, amit a hadnagy egy csípőfogóval levág. A fiúból, Balatony Kálmánból a szocialista korszak evőbajnoka lesz. (A forgatókönyv időfogalma szürreális. Az epizód hangulatában az ötvenes éveket idézi, a tételes események legkorábban a hatvanas években játszódnak. A szocialista Kubát emlegetik.) Egy ünnepi évforduló versenyén kinézi magának a neki szurkoló Gizit, aki a női szakosztály bajnoknője. A lány miatt nem tud a versenyre koncentrálni, végül szájzár miatt kiesik a versenyből. A lány, az edző és a vetélytárs is meglátogatják a kórházban, ahol a másik versenyző, Béla kikezd Gizivel. Kálmán és Gizi összeházasodnak, de az esküvő alatt Gizi máris megcsalja Bélával. Kálmán lassan kiöregszik a versenyzésből, szép reményekkel kezdődő karrierjének vége. Fia, Lajoska koraszülötten jön a világra, felesége elhagyja, és az Egyesült Államokban lesz edző az evősportban.

### A preparátor
Lajoska magányosan él, csak a munkájával foglalkozik, idős, szörnyen elhízott apját is ő gondozza. Az öreg Kálmán már egyáltalán nem tud mozogni, szobájában ülve nézi a tévét, és rács mögött hizlalt macskáiból próbál evőversenyzőket nevelni. A macskákat vajon tartja, maga csokiszeleteket eszik időre. A fiával elégedetlen, mert az sovány, gyakran veszekednek. Egy alkalommal addig sértegeti Lajoskát, míg az félbehagyja a takarítást és elrohan, a macskák ketrece nyitva marad. Következő látogatásakor Lajoska észreveszi, hogy a kiszabadult macskák megölték apját, belső szerveit magukkal hurcolták a rács mögé. Lajoska kitömi apja tetemét, aztán magát egy gépezetbe szíjazva kibelezi, a gép pedig levágja a fejét és egyik karját, így testéből egy ókori stílusú szobrot készít.

## Szereplők
- Trócsányi Gergő (Balatony Kálmán)
- Marc Bischoff (Balatony Lajoska)
- Czene Csaba (Morosgoványi Vendel)
- Molnár Piroska (a hadnagy felesége)
- Gyuricza István (Hadnagy)
- Máté Gábor (id. Balatony Kálmán)
- Gyuriska János (Fiatal hadnagy)
- Hegedűs D. Géza (Dr. Regőczy Andor)
- Nagy Mari (Ápolónő)
- Növényi Norbert (Ottó bá)
- Stanczel Adél (Aczél Gizi)
- Kaszás Gergő (Balatony Lajoska hangja)
- Koppány Zoltán
- Vida Péter (Sport kommentátor)

## Helyszínek
A film első részét a Komárom-Esztergom megyei Csolnokon forgatták.

## Díjak és jelölések
- Magyar Filmszemle (2006)
  - díj: Diákzsűri Fődíja (nagyjátékfilm): Pálfi György
  - díj: legjobb női epizódszereplő: Stanczel Adél
  - díj: legjobb férfi epizódszereplő: Czene Csaba
  - díj: Fődíj: Pálfi György
  - díj: Gene Moskowitz-díj
  - díj: látványtervezői díj (Asztalos Adrien /díszlet, látvány/, Szöllősi Géza /látvány, ötletek/, Patkós Júlia /jelmez/, Haide Hildegard /maszk/, Pohárnok Iván /speciális maszk/)